# Pasterka (Weihnachten)

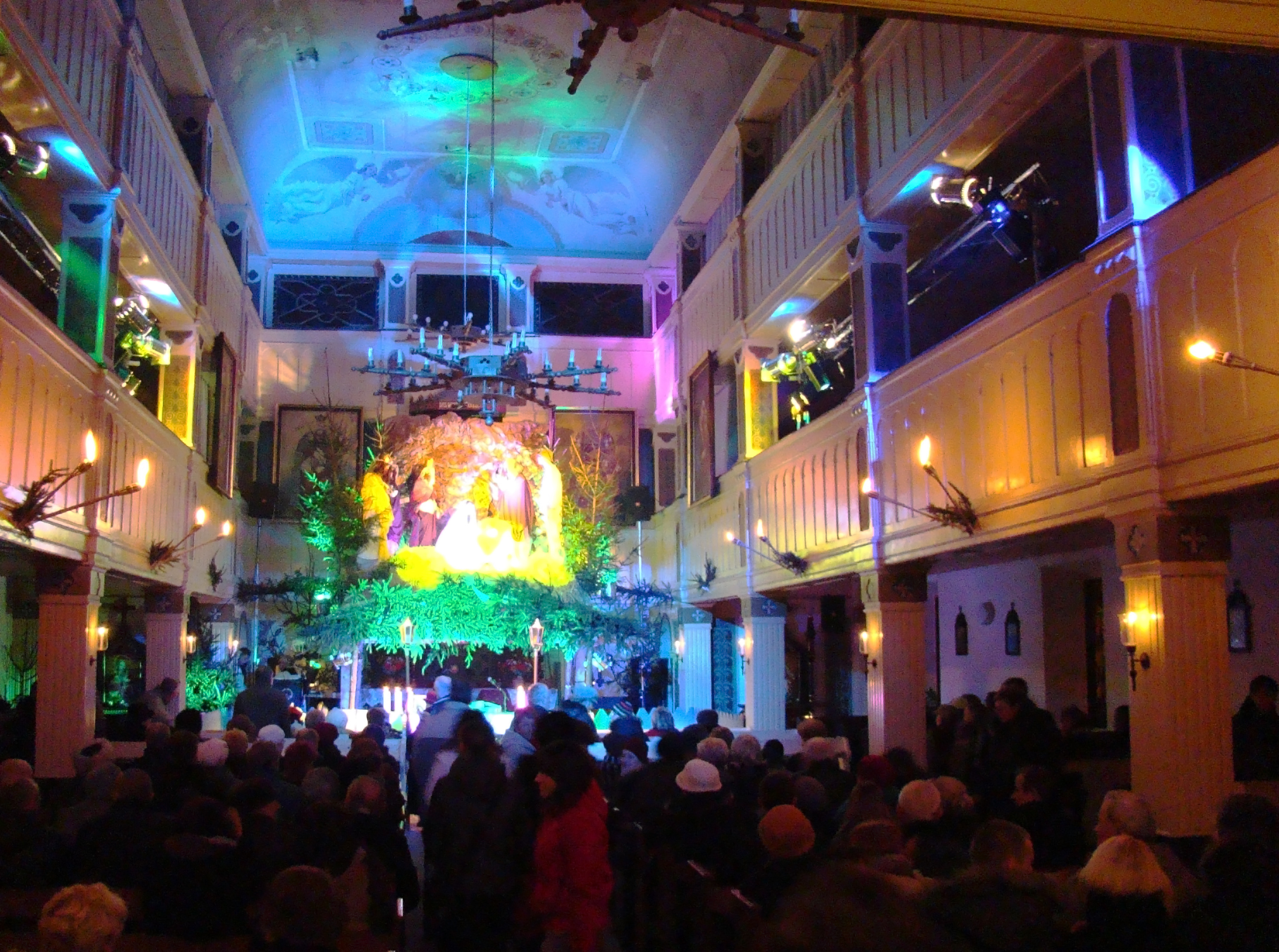
Pasterka, die polnische Mitternachtsmesse am Heiligen Abend in der Kirche des Heiligen Stanisław Kostka in der polnischen Stadt Aleksandrów Łódzki

Die Pasterka (pol. Hirtenamt) ist die wichtigste römisch-katholische Weihnachtsmesse in Polen, die meist um Mitternacht zwischen dem 24. und 25. Dezember die Geburt Christi feiert. Während der Pasterka werden traditionelle Weihnachtslieder gesungen – darunter auch die polnische Weihnachtshymne „Bóg się rodzi“. Die Teilnahme an der Pasterka gehört für viele Christen in Polen fest zu Weihnachten dazu. Viele Gläubige besuchen zweimal diese Weihnachtsmesse und werden auch von den Priestern hierzu animiert.
Eine Übersetzung näher am Wortsinn wäre wohl „Messe der Hirten“ bzw. „Hirtenmesse“, da das Wort Pasterka im Polnischen Hirte bzw. Schäfer bedeutet – in Erinnerung an jene Hirten, die einst die Geburt Jesu feierten, nachdem ihnen an Heilig Abend durch einen Engel die Geburt Christi verkündet wurde.

## Die Feier
Obwohl die Pasterka mit einer ganz bestimmten Zeit in der Christlichen Liturgie in Verbindung gebracht wird, muss die Pasterka nicht zu einer ganz bestimmten Stunde in dieser Nacht stattfinden. Vielmehr ist die Pasterka durch fest vorgegebene Gebete und biblische Texte definiert. Sie kann durch den jeweiligen Priester einer Kirchengemeinde damit mehr als nur einmal am 24. Dezember gefeiert werden – auch an mehreren Orten wie etwa in einer Kirche und einer nahegelegenen Kapelle. Pasterki werden daher oft nacheinander gefeiert: eine frühe Pasterka für Familien mit Kindern, dann eine um 21 und 22 Uhr für Erwachsene und Jugendliche und dann die letzte Pasterka um Mitternacht für Erwachsene. So gibt es an Heilig Abend oft zwei Pasterki und manchmal sogar drei.

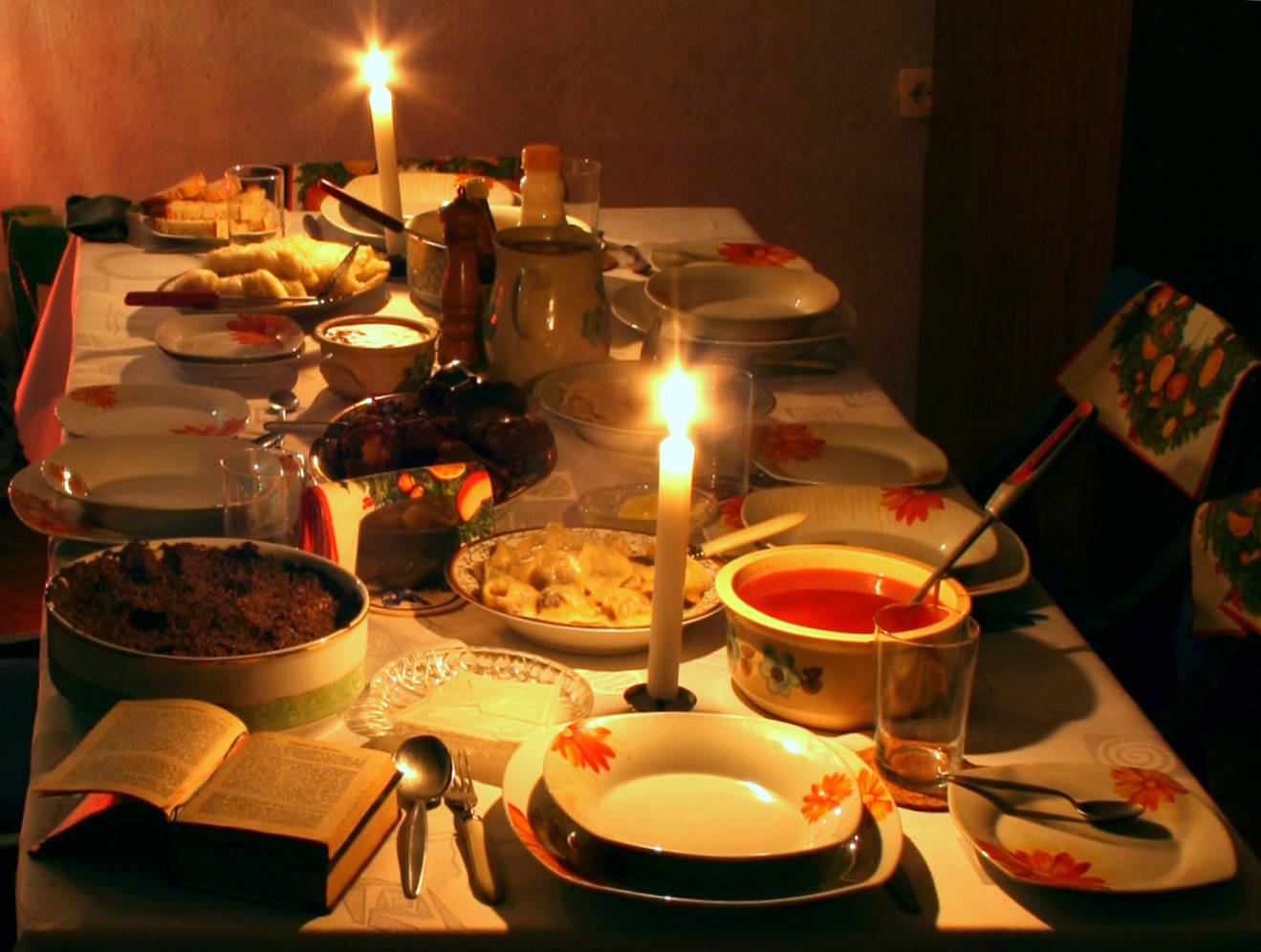
Wigilia: traditionelles Weihnachtsabendessen von katholischen Christen in Polen vor der Pasterka

Die Teilnahme an den Weihnachtsgottesdiensten gehört für alle praktizierenden katholischen Christen Polens zu den Weihnachtsfeierlichkeiten dazu. Dabei können sie an einer der Abendmetten teilnehmen oder auch an mehr als einer. Die genaue Stunde von Christi Geburt taucht in den Evangelien nicht auf, warum die Gemeinden die jeweils ideale Zeit für die Pasterka selbst wählen können. Die Priester bezeichnen manchmal all diese Messen als Pasterka, auch wenn diese Messen eigentlich formal korrekt Wigilia heißen im Gegensatz zur großen Messe – der Pasterka – um Mitternacht.
An Heilig Abend des 24. Dezember und an Weihnachten (25. Dezember) können die Messen mit drei verschiedenen liturgischen Texten gefeiert werden – jeder passend zu einem bestimmten Sakrament der Eucharistie. Früher am Tag des 24. Dezember können die Gläubigen an Messen teilnehmen, die aber nicht die Teilnahme an der Pasterka ersetzen.
Es gibt keine Messen am frühen Nachmittag des 24. Dezember, da dies die Zeit für die Wigilia ist, dem traditionellen  Weihnachtsessen im Familienkreis. Die erste Abendmesse am Heiligen Abend (nach der Wigilia) wird am Nachmittag um 16 Uhr oder später gefeiert – jedoch noch vor 20 Uhr. Später folgen eine Messe um 22 Uhr und dann die einstündige Mitternachtsmesse (Pasterka), die genau um Mitternacht beginnt. Die Musik für die Pasterka beginnt, sobald die Tore für die Mitternachtsmesse um 23 Uhr geöffnet werden. Die Segnung der Weihnachtskrippe kann bereits zuvor geschehen oder nach der Predigt, wenn der Priester die Weihnachtskrippe am Hauptaltar öffnet. Traditionell schließt der Gottesdienst mit einem apostolischen Segen. Am folgenden Tag beginnen die Messen am frühen Morgen. Es folgen weitere Messen untertags. Diese Messen sind jedoch nicht so streng festgelegt wie die Pasterka.